# Kawasaki Ki-66
Kawasaki Ki-66 – japoński bombowiec nurkujący z okresu II wojny światowej. Samolot został zamówiony przez japońskie ministerstwo ds. lotnictwa w 1941 jako bombowiec nurkujący/samolot bliskiego wspomagania, od października 1942 do kwietnia 1943 zbudowano sześć prototypów w różnych wersjach, ale osiągi samolotu nie były zadowalające i nie wszedł on do produkcji seryjnej.

## Tło historyczne
Sukcesy niemieckich bombowców nurkujących w hiszpańskiej wojnie domowej oraz w kampaniach wrześniowej i francuskiej, dodatkowo powiększone przez propagandę nazistowską, przyciągnęły uwagę Koku Hombu (japońskiego ministerstwa ds. lotnictwa), które we wrześniu 1941 zamówiło w zakładach Kawasaki Kokuki Kogyo projekt bombowca nurkującego mającego służyć jako samolot bliskiego wspomagania dla oddziałów armii. Według specyfikacji Koku Hombu miał to być dwusilnikowy samolot uzbrojony w dwa nieruchome, strzelające do przodu karabiny maszynowe 12,7 mm, jeden obronny, ruchomy karabin maszynowy 7,7 mm, ładunek bombowy miał wynosić pomiędzy 300 kg (normalny), a 500 kg (maksymalny).
Głównym projektantem samolotu został Takeo Doi, prace projektowe rozpoczęto w październiku 1941. Przy projektowaniu samolotu oparto się na wcześniejszych projektach dwusilnikowych samolotów – ciężkiego myśliwca Ki-45 i lekkiego bombowca Ki-48.

## Opis konstrukcji
Kawasaki Ki-66 był dwusilnikowym, dwumiejscowym średniopłatem o konstrukcji prawie całkowicie metalowej z krytymi płótnem powierzchniami sterowymi. Załogę stanowiły dwie osoby – pilot i radiooperator/strzelec siedzący w zamkniętej kabinie w układzie tandem (jeden za drugim).
Samolot mierzył 11,2 m długości i 3,7 m wysokości, rozpiętość skrzydeł wynosiła 15,5 m, a ich powierzchnia nośna 34 m². Masa własna samolotu wynosiła 4100 kg, a masa startowa do 5750 kg.
W pierwszej wersji samolot napędzany był dwoma 14-cylindrowymi, chłodzonymi powietrzem silnikami gwiazdowymi typu Nakajima Ha-115 o mocy 1130 KM przy starcie z trzypłatowymi, metalowymi śmigłami, w drugiej wersji napęd stanowiły silniki Nakajima Ha-315-I o mocy 1350 KM przy starcie. Pod skrzydłami, po zewnętrznej stronie gondoli silnikowych umieszczono hamulce aerodynamiczne używane w bombardowaniu nurkującym.
Uzbrojenie obronne stanowiły obsługiwane przez radiooperatora/strzelca dwa pojedyncze karabiny maszynowe typu 89 kalibru 7,7 mm w dolnych i grzbietowych stanowiskach strzeleckich, pilot obsługiwał dwa nieruchome, strzelające do przodu karabiny maszynowe typu Ho-103 kalibru 12,7 mm. Samolot normalnie miał przenosić ładunek bombowy o masie 300 kg i być w stanie unieść ładunek maksymalny do masy 500 kg.
Prędkość maksymalna na wysokości 5600 m wynosiła 533 km/h, pułap operacyjny wynosił 5000 m, a zasięg 2000 km.

## Historia
Pierwszy prototyp, Ki-66-Ia, ukończono w październiku 1942, ale jego osiągi zostały ocenione na niewystarczające, jako niewiele lepsze od będącego już w produkcji Ki-48-II, niemniej dane zebrane w lotach testowych z nowymi hamulcami aerodynamicznymi zostały użyte w produkcji Ki-48 w wersji bombowca nurkującego.
Wyprodukowano kilka wersji Ki-66 z różnymi silnikami:
- Ki-66-Ib, silniki Nakajima Ha-315-I o mocy 1360 KM,
- Ki-66-Ic, silniki Nakajima Ha-39 o mocy 2100 KM
- Ki-66-Id, silniki Nakajima Ha-45 o mocy 1900 KM.

Proponowano także Ki-66 jako ciężki myśliwiec w wersji Ki-66-II z silnikami Ha-315-II o mocy 1360 KM, ale projekt ten nie został zrealizowany. Ostatecznie cały projekt został zakończony w październiku 1943 i samolot nie wszedł do produkcji seryjnej.